# 時のいたずら
「時のいたずら」（ときのいたずら）は、松山千春が1977年11月25日にリリースした3枚目のシングルである。

## 解説
中島みゆきの楽曲の「わかれうた」とコード進行が、ほぼ同行となっている。後年、中島は自身のコンサートで「よく、似てるって言われるんだけれども、わたしゃ声を大にして言いたい。こっち（わかれうた）の方が先にできていたんだ!」と言い、「わかれうた」の途中で急に「時のいたずら」に変化させて歌っていたこともあった。

## 収録曲
| 全作詞・作曲: 松山千春、全編曲: 清須邦義。 |                  |          |            |      |
| #                                          | タイトル         | 作詞     | 作曲・編曲 | 時間 |
| 1.                                         | 「時のいたずら」 | 松山千春 | 松山千春   | 3:36 |
| 2.                                         | 「白い花」       | 松山千春 | 松山千春   | 4:39 |
| 合計時間:                                  | 合計時間:        | 8:15     |            |      |

## カバー
| 曲名   | アーティスト | 収録作品                        | 発売日         | 備考 |
| ------ | ------------ | ------------------------------- | -------------- | ---- |
| 白い花 | 柏原芳恵     | アルバム『TINY MEMORY』         | 1983年11月23日 |      |
| 白い花 | Ken          | シングル「Deeper」初回限定盤[A] | 2009年3月4日   |      |